# Les Négresses Vertes
Les Négresses Vertes è un gruppo musicale rock francese.

## Storia del gruppo
Les Négresses Vertes si formano a Parigi nel 1987, da musicisti francesi, provenienti dalla scena punk (il cantante Noël Rota, in arte Helno, viene dai Bérurier Noir), figli di immigrati. Il nome nasce dopo che i componenti del gruppo vengono cacciati da un locale nella zona Nord Est di Parigi, dopo essere stati apostrofati dai buttafuori "négresses vertes" (negre verdi), epiteto spregiativo comune negli ambienti xenofobi, ispirato dal quadro La ragazza cinese del pittore Vladimir Tretchikoff, quadro noto per il colorito verdognolo del viso del soggetto, e chiamato anche "la Monna Lisa del kitsch".
Nel 1988 pubblicano il primo disco Mlah: sono gli anni in cui i Gipsy Kings mischiano rock e musica tzigana, ed è lo stesso anno di esordio dei Mano Negra con la loro patchanka.
Mlah in arabo vuol dire "tutto bene"; lo stile originale mescola chanson française, ritmi latini, tradizione gitana, rock, ska, reggae e musica araba con maggiore eclettismo rispetto ai Mano Negra. Il brano di maggior successo è Zobi la Mouche.
Il disco ha un certo successo e porta i Négresses Vertes in un tour che tocca l'Europa, e nel 1990 gli Stati Uniti e il Giappone.
Nel 1991 pubblicano il secondo album, Famille nombreuse. Il successo europeo dei Négresses Vertes è tale che nel 1993 esce 10 remixes in cui i più famosi Dj del momento remixano i successi del gruppo: William Orbit, Massive Attack, Gangstarr, Kwanzaa Posse...
Nel gennaio 1993 la morte per overdose di Helno porta ad una crisi il gruppo, che però procede lo stesso e nell'anno successivo pubblica An Aperitif e Zig-zague.
Nel 1996 pubblicano il live del tour precedente in Green bus. Nel 1999 avviene la svolta elettronica con la pubblicazione di Trabendo che vede Howie B alla produzione.
Il disco successivo nasce invece in seguito a un'esibizione radiofonica. I Négresses Vertes restano impressionati positivamente e decidono di pubblicare un disco unplugged: Acoustic clubbing. Il gruppo si separa nel 2001 e si riforma per un breve periodo, solo per dare qualche concerto, nel 2016. Nel 2018 ripartono in tournée per festeggiare il trentesimo anniversario del loro album di esordio, Mlah, e la proseguono nel 2019.

## Discografia

### Album in studio
- 1988 - Mlah
- 1991 - Famille nombreuse
- 1994 - Zig-zague
- 1999 - Trabendo
- 2001 - Acoustic clubbing

### Raccolte
- 1993 - 10 Remixes
- 2002 - Le grand déballage
- 2004 - L'essentiel
- 2006 - À l'affiche